# Радигойна
45°16′ пн. ш. 15°00′ сх. д. / 45.26° пн. ш. 15.00° сх. д.
Радигойна (хорв. Radigojna) — населений пункт у Хорватії, в Приморсько-Горанській жупанії у складі міста Врбовсько.

## Населення
Населення за даними перепису 2011 року становило 23 осіб.
Динаміка чисельності населення поселення:

## Клімат
Середня річна температура становить 7,04 °C, середня максимальна – 19,98 °C, а середня мінімальна – -6,02 °C. Середня річна кількість опадів – 1564 мм.
| Клімат поселення                              | Клімат поселення | Клімат поселення | Клімат поселення | Клімат поселення | Клімат поселення | Клімат поселення | Клімат поселення | Клімат поселення | Клімат поселення | Клімат поселення | Клімат поселення | Клімат поселення | Клімат поселення |
| Показник                                      | Січ.             | Лют.             | Бер.             | Квіт.            | Трав.            | Черв.            | Лип.             | Серп.            | Вер.             | Жовт.            | Лист.            | Груд.            |                  |
| Середній максимум, °C                         | 3,56             | 3,85             | 6,49             | 10,32            | 15,07            | 18,74            | 19,98            | 19,81            | 16,24            | 11,75            | 6,62             | 3,24             |                  |
| Середня температура, °C                       | −1,23            | −0,93            | 1,70             | 5,53             | 10,28            | 13,96            | 16,24            | 16,06            | 12,48            | 8,00             | 2,88             | −0,51            |                  |
| Середній мінімум, °C                          | −6,02            | −5,72            | −3,09            | 0,75             | 5,49             | 9,18             | 12,48            | 12,31            | 8,73             | 4,26             | −0,88            | −4,26            |                  |
| Норма опадів, мм                              | 98               | 102              | 116              | 138              | 122              | 137              | 99               | 117              | 144              | 169              | 181              | 141              |                  |
| Середньомісячна швидкість вітру, м/с          | 2.86             | 3.00             | 3.13             | 2.92             | 2.73             | 2.54             | 2.42             | 2.44             | 2.53             | 2.77             | 3.04             | 3.11             |                  |
| Середньомісячна сонячна радіація, кДж/м²·день | 4396             | 7151             | 10382            | 14592            | 18560            | 19977            | 21587            | 18181            | 13538            | 8914             | 4750             | 3662             |                  |
| --------------------------------------------- | ---------------- | ---------------- | ---------------- | ---------------- | ---------------- | ---------------- | ---------------- | ---------------- | ---------------- | ---------------- | ---------------- | ---------------- | ---------------- |
| Джерело:                                      |                  |                  |                  |                  |                  |                  |                  |                  |                  |                  |                  |                  |                  |